# New Canada
New Canada – miasto w Stanach Zjednoczonych, w stanie Maine, w hrabstwie Aroostook.